# Rūdehen
Rūdehen (persiska: رودهن, رودِ هِن, روديان) är en ort i Iran.   Den ligger i provinsen Teheran, i den centrala delen av landet, 40 km öster om huvudstaden Teheran. Rūdehen ligger 1 796 meter över havet och antalet invånare är 19 535.
Terrängen runt Rūdehen är huvudsakligen kuperad, men norrut är den bergig. Runt Rūdehen är det ganska glesbefolkat, med 23 invånare per kvadratkilometer. Närmaste större samhälle är Būmahen, 3,4 km väster om Rūdehen. Trakten runt Rūdehen består i huvudsak av gräsmarker.